# 瑞典芬蘭族日
瑞典芬蘭族日（瑞典語：Sverigefinnarnas dag）是瑞典在2月24日慶祝的周年紀念日。該周年紀念於2010年獲得瑞典学院的批准，並於2011年首次舉行。
2月24日被选为周年纪念日，因为这一天也是民间诗歌的收集者和芬兰语推从者卡尔·阿克塞尔·戈特伦德的生日。 这一天庆祝瑞典芬兰族，并承认他们的历史、语言和文化是瑞典文化遗产的一部分。 
有大量讲芬兰语的少数民族的城市在瑞典芬兰族日升起瑞典芬兰旗。  但是，这不是一个正式的国旗日。 瑞典各地会纪念此日，包括斯德哥尔摩、埃斯基尔斯蒂纳、哥德堡、韦斯特罗斯與尼克旺。这一天的庆祝曾包括音乐会、舞蹈表演、作家访问、卡拉OK舞蹈和儿童戏剧表演。在2017年，有一千多人参加了在斯德哥尔摩市政厅的庆祝活动。  在2013年，许多地方首次举行了正式的庆祝仪式。这被视为很大的改变。 
2019年，海豹被SR的芬兰语频道Sveriges Radio Finska（以前称为Sisuradio）的听众投票为瑞典芬兰族的象征性民族动物。 

## 外部連結
- Extra festligt på Sverigefinnarnas dag i år （页面存档备份，存于）